# EHF-Pokal 1997/98
Am EHF-Pokal 1997/98 nahmen 33 Handball-Vereinsmannschaften teil, die sich in der vorangegangenen Saison in ihren Heimatligen für den Wettbewerb qualifiziert hatten. Es war die 17. Austragung des EHF-Pokals bzw. des IHF-Pokals. Die Pokalspiele begannen am 13. September 1998, das zweite Finalspiel fand am 22. April 1999 statt. Im Finale konnte sich THW Kiel gegen den Titelverteidiger SG Flensburg-Handewitt durchsetzen.

## Modus
Der Wettbewerb startete mit einer Ausscheidungsrunde mit einem Spiel. Der Sieger zog in das Sechzehntelfinale ein. Alle Runden inklusive des Finals wurden im K.-o.-System mit Hin- und Rückspiel durchgeführt.

## Ausscheidungsrunde
|                  | Gesamt |                         | Hinspiel | Rückspiel |
| ---------------- | ------ | ----------------------- | -------- | --------- |
| HC Kehra Tallinn | 46:48  | Lusis Akademikas Kaunas | 22:20    | 24:28     |

## Sechzehntelfinals
|                         | Gesamt |                            | Hinspiel | Rückspiel |
| ----------------------- | ------ | -------------------------- | -------- | --------- |
| SG Flensburg-Handewitt  | 49:46  | Montpellier HB             | 28:25    | 21:21     |
| HC Browary              | 43:44  | HSG Remus Bärnbach/Köflach | 25:20    | 18:24     |
| THW Kiel                | 56:54  | FC Porto                   | 35:23    | 21:31     |
| Ajax København          | 42:45  | Sandefjord TIF             | 23:25    | 19:20     |
| CBM Valladolid          | 59:58  | HK Drott Halmstad          | 34:29    | 25:29     |
| RK Slovenj Gradec       | 82:29  | Intercollege AC Nicosia    | 42:14    | 40:15     |
| ZSKA Moskau             | 55:51  | ZMC Amicitia Zürich        | 26:23    | 29:28     |
| Pallamano Modena        | 48:46  | Beşiktaş Istanbul          | 28:20    | 20:26     |
| Lusis Akademikas Kaunas | 41:64  | HK Topoľčany               | 21:28    | 20:36     |
| Handball Esch           | 40:75  | Dunaferr SE                | 24:38    | 16:37     |
| HC Baník Karviná        | 64:43  | A.C. Xini Athens           | 33:19    | 31:24     |
| SKAF Minsk              | 49:91  | RK Split                   | 24:54    | 25:37     |
| RK Pelister Bitola      | 83:49  | Spodriba HSK Dobele        | 46:28    | 37:21     |
| Union Beynoise          | 41:52  | HV Aalsmeer                | 24:21    | 17:31     |
| RK Lovćen Podgorica     | 42:45  | Minaur Baia Mare           | 25:20    | 17:25     |
| Maccabi Rechovot        | 55:60  | Iskra Kielce               | 27:26    | 28:34     |

## Achtelfinals
|                    | Gesamt  |                            | Hinspiel | Rückspiel |
| ------------------ | ------- | -------------------------- | -------- | --------- |
| HV Aalsmeer        | 48:63   | CBM Valladolid             | 30:29    | 18:34     |
| RK Split           | 48:43   | HSG Remus Bärnbach/Köflach | 32:24    | 16:19     |
| HC Baník Karviná   | 45:45 * | Sandefjord TIF             | 24:19    | 21:26     |
| Dunaferr SE        | 45:49   | THW Kiel                   | 24:23    | 21:26     |
| RK Pelister Bitola | 48:55   | SG Flensburg-Handewitt     | 27:24    | 21:31     |
| HK Topoľčany       | 46:43   | RK Slovenj Gradec          | 28:19    | 18:24     |
| Minaur Baia Mare   | 50:57   | ZSKA Moskau                | 29:22    | 21:35     |
| Iskra Kielce       | 65:41   | Pallamano Modena           | 32:15    | 33:26     |

## Viertelfinals
|                  | Gesamt |                        | Hinspiel | Rückspiel |
| ---------------- | ------ | ---------------------- | -------- | --------- |
| RK Split         | 57:53  | HK Topoľčany           | 32:22    | 25:31     |
| HC Baník Karviná | 49:53  | ZSKA Moskau            | 29:23    | 20:30     |
| Iskra Kielce     | 54:58  | THW Kiel               | 28:27    | 26:31     |
| CBM Valladolid   | 56:60  | SG Flensburg-Handewitt | 30:28    | 26:32     |

## Halbfinals
|             | Gesamt |                        | Hinspiel | Rückspiel |
| ----------- | ------ | ---------------------- | -------- | --------- |
| ZSKA Moskau | 46:58  | SG Flensburg-Handewitt | 24:30    | 22:28     |
| THW Kiel    | 57:49  | RK Split               | 29:26    | 28:23     |

## Finale
|                        | Gesamt |          | Hinspiel | Rückspiel |
| ---------------------- | ------ | -------- | -------- | --------- |
| SG Flensburg-Handewitt | 46:49  | THW Kiel | 25:23    | 21:26     |

Hinspiel am 18. April 1998
SG Flensburg-Handewitt: Holpert, Bulei, Hagen (1), Fegter  (1), Momsen, Lache, Hjermind (3), Hahn  (8), Mau, Leidreiter (3), Bjerre  (1), Jørgensen   (4), Christiansen (3/2), Schneider (1)

Trainer: Anders Dahl-Nielsen
THW Kiel: Stojanović, Krieter, Wislander (2), Siemens, Schwenke  (1), Menzel (2), Peruničić (4), Petersen, Knorr (5), Schmidt (1), Scheffler (1), Olsson (5)

Trainer: Zvonimir Serdarušić
Schiedsrichter:  Vujnović / Vladinić

Ort: Fördehalle, Flensburg

Zuschauer: 4000 (ausverkauft)
Rückspiel am 22. April 1998
THW Kiel: Stojanović, Krieter, Wislander  (2), Siemens   (1), Schwenke (1), Menzel (3), Peruničić  (7), Petersen , Knorr (5), Schmidt, Scheffler  (4), Olsson (3)

Trainer: Zvonimir Serdarušić
SG Flensburg-Handewitt: Holpert, Bulei, Hagen  (1), Fegter (3), Momsen, Hjermind (3), Hahn  (2), Mau, Leidreiter (1), Bjerre  (3), Jørgensen     (2), Christiansen (4), Schneider

Trainer: Anders Dahl-Nielsen
Schiedsrichter:  Nachevski / Nachevski

Ort: Ostseehalle, Kiel

Zuschauer: 7250 (ausverkauft)